# 퀴라소의 기

퀴라소의 기

퀴라소의 기는 네덜란드령 안틸레스에 속했던 1984년에 제정되었으며, 네덜란드령 안틸레스가 해체된 2010년 이후에도 계속 쓰이고 있다.
파란색은 바다와 하늘을 뜻하며, 노란색 선은 섬을 비추는 태양을 뜻한다. 또한 흰색 별 2개는 퀴라소 섬과 클레인퀴라소 섬을 뜻하며, 사랑과 기쁨을 뜻하기도 한다.

## 같이 보기
- 네덜란드령 안틸레스의 기